# Franz Christian Pittroff
Franz Christian Pittroff (* 25. Mai 1739 in Karlsbad; † 7. Juli 1814 in Prag) war ein böhmischer römisch-katholischer Priester, Theologe und Hochschullehrer.

## Leben und Werk
Franz Christian Pittroff trat im November 1760 in den Prager Orden der Kreuzherren mit dem Roten Stern ein. Im September 1762 wurde er zum Priester geweiht. Er war zunächst einige Jahre im Bereich der Seelsorge tätig. 1774 erwarb er sich seinen Dr. theol. Ab 1773 wirkte er als Professor für Exegese, ab 1775 als Professor für Pastoraltheologie an der Universität Prag. 1783 wurde er Ordensprior und 1813 Universitätsrektor an der Universität Prag. Ab 1786 übernahm er die Leitung der Komturei seines Ordens in Eger und wirkte dort als Pfarrer. 1810 wurde er Großmeister seines Ordens.
Franz Christian Pittroff verfasste 1778 das erste Pastorallehrbuch Anleitung zur praktischen Gottesgelehrtheit (vier Bände, Prag 1778–1780). Das Werk wurde exakt nach den Richtlinien von Franz Stephan Rautenstrauch aufgebaut und ist den Leitlinien der katholischen Aufklärung verpflichtet. Pastoraltheologie definiert sich nach Franz Christian Pittroff als Umsetzung der theologischen Fächer in die pastorale Praxis der Amtsträger.